# ميتشيل كول
ميتشيل كول (بالإنجليزية: Mitchell Cole)‏ (و. 1985 – 2012 م) هو لاعب كرة قدم، من المملكة المتحدة، ولد في لندن، يلعب كلاعب وسط، توفي عن عمر يناهز 27 عاماً.

## روابط خارجية
- ميتشيل كول على موقع قاعدة بيانات كرة القدم.إي يو (الإنجليزية)
- ميتشيل كول على موقع Soccerbase.com (لاعب) (الإنجليزية)